# Rödöny
Rödöny (németül: Riedlingsdorf) mezőváros Ausztriában Burgenland tartományban a Felsőőri járásban,

## Fekvése
Pinkafőtől 2 km-re délkeletre a Pinka partján fekszik.

## Története
A régészeti leletek tanúsága szerint a Pinka völgyének ezen a részén már a kőkorszakban, az i. e. 8000-től 1700-ig terjedő időben is éltek emberek. A La-Téne-korban, az i. e. 2. és 1. században vasérc feldolgozás folyt itt, ezt bizonyítják a feltárt vaskohók maradványai. Ezt a tevékenységet a kelták is folytatták. Az i. e. 1. századból fémtárgyak, cserépmaradványok, pénzérmék kerültek itt elő. A római korban a terület Pannónia tartomány része volt.
A település első írásos említése 1331-ből származik "Radomfalva" alakban. 1388-ban jelenik meg a település német neve "Rodinstorff" néven. 1392-ben "Reudenstorff", 1435-ben "Rudingstorff", 1569-ben "Riegerstorff" alakban szerepel a korabeli forrásokban. A borostyánkői uradalomhoz tartozott. 1532-ben Rödönyt is felégette a török. 1569-ben 90 ház állt a településen. Lakói 1580 körül felvették az evangélikus hitet. 1648-ban az uradalom birtokosa a Batthyány család lett, akik lakói közük sokakat visszatérítettek a katolikus hitre. 1697-ben 700 lakosából még mindig 500 evangélikus volt. 1698-ból való az első feljegyzés a katolikus templomról, mely Szent Orbán tiszteletére van szentelve, fatornya és egy harangja van. A templom a 19. századig iskolaként is szolgált. A tanítóról 1759-ből származik az első feljegyzés. A evangélikusok szabad vallásgyakorlása csak 1781,  a türelmi rendelet kiadása után vált lehetővé. Ez ekkor legalább száz helyi családot érintett. 1795-ben megnyílt az evangélikus iskola. 1811-ben elkezdték építeni az új katolikus templomot, melyet 1816-ban Somogyi Lipót szombathelyi püspök szentelt fel. 1830-ban már mintegy 1200 lakosa volt a településnek, a lakosok száma a század végére megközelítette az 1700 főt. 1849-ben felépült az iskola, melyet három évvel később fatoronnyal bővítettek.
Vályi András szerint "RÖDÖNY. Riedlingdorf. Vas Várm. földes Ura Gróf Batthyáni Uraság, lakosai katolikusok, fekszik Pinkafeldhez nem meszsze, mellynek filiája; földgye meglehetős, erdeje elég, legelője, és fája mind a’ kétféle van, réttyei jó szénát teremnek; eladásra módgya Ausztriában és Stájer Országban."
Fényes Elek szerint "Rödön, Riedlschlag, német falu, Vas vmegyében, Pinkafőhöz 1/2 óra: 1080 ágostai, 255 kath. lak., ágostai oskolával, derék fenyves erdővel. A pinkafői uradalomhoz tartozik."
Vas vármegye monográfiája szerint "Rödön. Pinkamenti nagy falu a szombathely-pinkafői vasút mentén, 215 házzal és 1548 r. kath. és ág. ev. vallású lakossal, a kik zöldségtermelésükről nevezetesek. Postája helyben van, távírója Pinkafő."
1910-ben 1565 lakosból 1541 német, 19 magyar, 3 horvát, 2 egyéb nemzetiségű volt. A trianoni békeszerződésig Vas vármegye Felsőőri járásához tartozott. 1921-ben Ausztria Burgenland tartományának része lett. A két világháborúban Rödönynek 150 lakosa esett el, neveik a községháza melletti emlékművön vannak megörökítve. 1946-ban megkezdődött a Pinka szabályozása. 1954-ben egy tűzvészben több mint 30 ház égett le, ebben az évben építették fel az új tűzoltó szerházat. 1959-ben megkezdődött a csatornahálózat kiépítése. 1972-ben elkészült az új népiskola épülete. 1973-ban felszentelték az új evangélikus központot. 1976-ban új óvoda épült. 1987-ben egy tűzvészben leégett a téglagyár, de újjáépítették. 1991-ben elfogadták Rödöny új címerét. 2002-ben megkezdődött a település központjának új rekonstrukciója.
2001-ben 1633 lakosa volt, melyből 1586 német, 4 magyar, 43 egyéb nemzetiségű volt.

## Nevezetességei
Szent Orbán tiszteletére szentelt római katolikus temploma 1811 és 1816 között épült.

## Külső hivatkozások
- Rödöny hivatalos oldala
- Rödöny a dél-burgenlandi települések honlapján
- Rödöny az Osztrák Statisztikai Hivatal honlapján